# Zeelandia (Willemstad)
Zeelandia – dzielnica (wijk) miasta Willemstad oraz osada (buurt) w dystrykcie Willemstad, w kraju autonomicznym Curaçao, należącym do Holandii, w Ameryce Południowej. 20 października 2023 r. liczyła 697 mieszkańców.  

## Osady
W skład dzielnicy wchodzi pięć osad (buurt):
| Lp. | Nazwa          | Powierzchnia km² | Liczba mieszkańców |
| --- | -------------- | ---------------- | ------------------ |
| 1.  | Gaitu          | 0,20             | 174                |
| 2.  | Groot Davelaar | 0,27             | 123                |
| 3.  | Klein Davelaar | 0,08             | 104                |
| 4.  | Pos Cabai      | 0,38             | 142                |
| 5.  | Zeelandia      | 0,78             | 228                |